# Abd al-Rahman ibn Habib al-Fihri
Pour les articles homonymes, voir Abd al-Rahman al-Fihri.
 (août 2016).
Si vous disposez d'ouvrages ou d'articles de référence ou si vous connaissez des sites web de qualité traitant du thème abordé ici, merci de compléter l'article en donnant les références utiles à sa vérifiabilité et en les liant à la section « Notes et références ».
Abd al-Rahman ibn Habib al-Fihri (عبد الرحمن بن حبيب الفهري) (mort en 755) était un aristocrate arabe Qurayshite de la famille des Fihrides ou Oqbides, qui fut Émir d'Ifriqiya de 747 à 755 qu'il gouverne indépendamment des Califats Omeyyades puis Abbassides. Son cousin, Yusuf ibn 'Abd al-Rahman al Fihri  pris la tête de l’émirat d'al-Andalus (747-755)

## Famille
Abd al-Rahman al-Fihri, de son nom complet Abd al-Rahman ibn Habib ibn Abi Obeida ibn Oqba ibn Nafi al-Fihri, est un aristocrate arabe Qurayshite de la famille des Fihrids ou Oqbids.
Son bisaïeul était Oqba ibn Nafi al Fihri, général arabe Quraychite, fondateur de la ville tunisienne de Kairouan et Wali d'Ifriqyia, envoyé en 670 à la tête des armées musulmanes par Muawiya Ier, calife Omeyyade de Damas, dans le but de conquérir et propager l'islam en Afrique du Nord. Son clan, qui s'installa à sa suite à Kairouan et bénéficia du double prestige lié à la fois à leur lignée Qurashite et à l’héroïsme de leur ancêtre, comptait parmi les principales familles Arabes du Maghreb.
Son grand-père était Abu Obeida ibn Oqba al-Fihri qui participa à la conquête de l'Andalousie en 711.
Son père, Habib ibn Abi Obeida était un général, conquérant du Souss, qui participa en 740 (avec son fils Abd al-Rahman ibn Habib al-Fihri) à une expédition maritime vers la Sicile pour ce qui fut probablement la première tentative d'invasion à grande échelle de l'île.
Il ne doit pas être confondu avec son petit fils Abd al-Rahman ibn Habib al-Fihri dit Al-Saqaliba.

## Premiers faits d'armes
En 740, Abd al-Rahman rejoint son père Habib ibn Abi Obeida dans une expédition maritime vers la Sicile pour ce qui fut probablement la première tentative d'invasion à grande échelle de l'île (plutôt qu'un simple raid). Après un débarquement réussi et une rapide réédition de Syracuse après un bref siège, la ville accepte de payer un tribut.
Mais l'éclatement de la Grande Révolte Berbère au Maghreb force Abd al-Rahman et son père a un retour précipité de leurs armées pour se joindre aux forces envoyées réprimer le soulèvement.  Les arabes sont cependant vaincus par les Berbères à la Bataille de Bagdoura (près du Sebou) en 741. Son père, Habib ibn Abi Obeida al-Fihri, est tué sur le champ de bataille, tandis qu'Abd al-Rahman échappe de justesse et s'enfuit vers l'Espagne avec le reste de l'armée arabe.
Arrivé en Espagne, Abd al-Rahman s'implique dans le conflit qui né immédiatement après le débarquement de l'armée arabe défaite (composée de régiments syriens) entre les commandants de cette dernière et le Gouverneur d'Espagne (membre de la même famille qu'Abd al-Rahman) Abd al-Malik ibn Qatan al-Fihri. Ainsi, lorsque ce dernier est torturé et exécuté par le commandant Syrien Balj ibn Bishr al-Qushayri, Abd al-Rahman rompt formellement avec le parti syrien et rejoint le parti andalous (baladi).
 Abd al-Rahman participe alors à la Bataille de Aqua Portora en août 740, et il est rapporté par au moins un chroniqueur (Ibn al-Khatam) qu'il blesse mortellement le commandant syrien Balj ibn Bishr al-Qushayridans au cœur de la bataille (bien qu'il soit possible que le chroniqueur puisse avoir confondu Abd al-Rahman avec un autre Abd al-Rahmân, Ibn al-Amaq al-Lakhmi, gouverneur de Narbonne Commandant des Andalous).
À la suite de la bataille, Abd al-Rahman tente de se mettre en avant comme candidat potentiel pour remplacer le Gouverneur, mais Abu al-Khattar ibn Dirar al-Kalbi est envoyé en 743 par le Gouverneur d'Ifriqyia Handhala ibn Safwan al-Kalbi pour gouverner l'Andalousie, et parvient à pacifier la situation. Abd al-Rahman se voit donc contraint de renoncer à ses ambitions andalouses, et se dirige vers l'Ifriqiya elle-même.
Il est probable qu'Abd al-Rahman ait commencé par servir le Gouverneur d'Ifriqiya Handhala ibn Safwan al-Kalbià des postes militaires, et plus particulièrement au commandement de la garnison militaire de la Tunisie.

## Coup d’État en Ifriqiya
À la fin de l'année 744, dans la tourmente causée par la mort du Calif Omeyyade Hisham, Abd al-Rahman assemble une petite force à Tunis et se proclame Émir d'Ifriqiya. Bien qu'exhorté à écraser l'usurpateur, le Gouverneur Handhala ibn Safwan al-Kalbi décide d'éviter l'effusion de sang, considérant que seule la guerre contre les infidèles et les hérétiques pouvait la justifier. Il envoya alors à Abd al-Rahman une députation composée des personnalités prééminentes de la ville de Kairouan et des chefs de tribus pour l’exhorter mettre fin à l’usurpation. Profitant de cette initiative, Abd al-Rahman se saisit des membres de la députation et menace les habitants de Kairouan de les exécuter s'il n'était pas fait droit à ses demandes. Handhala ibn Safwan al-Kalbi, pris au piège, consent à retourner à Damas en février 745, laissant ainsi Abd al-Rahman maître Kairouan et de toute l'Ifriqiya. [citation nécessaire]
Il est néanmoins rapporté que, en annonçant son départ Handhala ibn Safwan a jeté une malédiction sur l'usurpateur : "Oh Dieu, ne permettez pas qu'Abd al-Rahman ibn Habib puisse profiter de son usurpation d'autorité ! Faites que ses partisans ne tirent aucun profit de cette tentative, et qu'ils versent le sang l'un de l'autre ! Envoyer contre eux, Ô Seigneur, le plus méchant de tous les hommes que Vous ayez créé !" Handhala étendit sa malédiction à toute l'Ifriqiya, à sa terre et à ses gens ingrats, en invoquant sur eux la famine, la peste et la guerre. Comme il est avéré, sauf quelques brèves interruptions saisonnières, l'Ifriqiya a été, en effet, frappée par la peste durant les sept années qui ont suivi. De plus les Berbères et les Arabes n'ont pas cessé de s'entretuer. [citation nécessaire]

## Domination de l'Ifriqiya
Abd al-Rahman ibn Habib est parvenu au pouvoir essentiellement grâce au soutien de la haute caste militaire arabe locale (dont il était la figure de proue), crainte et méprisée par le reste de la population. En effet, leur avidité et leurs ambitions avait longtemps été tenues en échec par les gouverneurs envoyés par les Califes Omeyyades. Mais le lien hiérarchique entre Abd al-Rahman et Damas ayant été interrompu, la haute noblesse arabe de Kairouan s'attendait à être autorisé à donner libre cours à leur appétit par leur nouvel Emir.
Leurs espérances furent cependant vite déçues, lorsqu'ils comprirent qu'Abd al-Rahman voulait un pays à gouverner, et n'était pas prêt à le voir fragmenté et remis à l'avidité d'une noblesse féodale. Ainsi, Abd al-Rahman s’aliéna toutes les factions d'Ifriqiya, les nobles arabes et le peuple et pour affirmer son pouvoir, il se tourna vers ses biens les plus précieux : sa ruse et sa famille, les Fihrids, qui et lui permettront d'écraser patiemment et impitoyablement chaque révolte une à une. [citation nécessaire]

### Révolte de Tunisie
En effet, à peine Abd al-Rahman installé dans la ville de Kairouan en 745, des révoltes tantôt arabes et tantôt berbères éclatent dans toute l'Ifriqiya. Tunis se révolta sous le commandement de Orwa ibn ez-Zobeir es-Sadefi. Tabinas se révolta sous le commandement de Ibn el Attaf-Azdi.Béja est prise par le rebelle berbère sanhaja Thabit al-Sanhaji.
Pour mâter ces révoltes, Abd al-Rahman confia six cents cavaliers a son frère, Ilyas ibn Habib al-Fihri, qu'il avait nommé Wali Tripolitaine, avec les instructions suivantes :
« Avance-toi jusqu’à proximité de l’armée d'Ibn el Attaf-Azdi [commandant de la révolte de Tabinas], et quand elle t’aura vu, éloigne-toi dans la direction de Tunis comme si tu y allais combattre Orwa ibn ez-Zobeir es-Sadefi [commandant de la révolte de Tunis] ; puis quand tu auras atteint tel endroit, tu y resteras à attendre mes ordres écrits sur ce que tu auras à faire. »
Ibn el Attaf-Azd, voyant l'armée d'Ilyas al-Fihri se rapprocher puis s'éloigner en direction de Tunis, décida de la poursuivre en précipitation de façon qu'elle soit prise en tenaille entre ses propres forces et celles Orwa ibn ez-Zobeir es-Sadefi défendant Tunis. Arrivé à l'endroit convenu, Ilyas al-Fihri reçoit alors l'ordre de Abd al-Rahman de faire faire demi tour à ses cavaliers, et d'attaquer de front l'armée de Ibn el Attaf-Azd dont l'armée s'était lancée à sa poursuite en ordre dispersé. C'est ainsi que le 10 septembre 747, Iliyas massacra l'armée rebelle de Tabinas. Iliyas reçu cependant un second ordre, lui ordonnant de se précipiter sur Tunis, la garnison de la ville menée par Orwa ibn ez-Zobeir es-Sadefi s'attendant à voir arriver l'armée d'Ibn el Attaf-Azd dont il ne savait pas qu'elle avait été écrasée. Orwa ibn ez-Zobeir es-Sadefi fut défait et tué dans sa fuite, et sa tête fut envoyée à Abd al-Rahman.

### Révolte Ibadite en Tripolitaine
Mais la menace la plus sérieuse provenait de Tripolitaine, région où Abd al-Rahmane avait nommé Wali son frère Ilyas ibn Habib al-Fihri qu'Abd al-Rahman. En effet ce dernier échoue, en 747, à mâter la révolte ibadite, une secte puritaine Kharijites qui avait acquis de plus en plus de soutien dans les villes de Djerba et de Tripoli, et parmi les Berbères des contrées environnantes. Les Ibadites, inspirés par le succès de leurs frères à Hadramut et à Oman, se révoltèrent sous la conduite de leur imam al-Harith, et se s'emparent d'une grande partie de la Tripolitaine (entre Gabès et Syrte). Abd al-Rahman envoie ainsi en 748 une armée mâter la révolte ibadite et reconquérir la Tripolitaine, poussant ainsi les adeptes du ibadisme au sud dans le Djebel Nafusa. [citation nécessaire]

### Intervention en Andalousie
Du côté de l'Espagne, une révolte avait renversé en 745 le Gouverneur d'Andalousie Abou al-Khattar ibn Dirar al-Kalbi (qui avait été nommé en 743 par le Gouverneur d'Ifriqyia Handhala ibn Safwan al-Kalbin) menant à une nouvelle guerre civile entre les Syriens junds et les Arabes andalouse. Après avoir mâté les révoltes en Ifriqiya, Abd al-Rahman décida alors d'intervenir dans le conflit ibérique et d'envoyer une armée rétablir l'ordre en Andalousie. Il en profita alors pour mettre en avant son cousin  Yusuf ibn 'Abd al-Rahman comme potentiel successeur au Gouvernorat d'Andalousie, poste auquel il fut installé en 747.

### L'ouest du Maghreb inaccessible
Mais l'ouest du Maghreb, le Maroc et l'est de l'Algérie restèrent hors de la portée d'Abd al-Rahman. En effet, depuis la Révolte Berbère de 740, la région a sombré dans l'anarchie tribale et le territoire est fragmenté entre des tribus Berbères indépendantes. Les tribus berbères Masmuda établirent ainsi en 744 un État indépendant et, la Confédération Berghwata davait adopté un nouveau "prophète" et des croyances syncrétistes. Les tentatives d'Abd al-Rahman d'y imposer sa domination échouèrent toutes. [citation nécessaire]

### Expédition sicilienne
En 752, se sentant peut-être pour la première confiant dans sa domination de l'Ifriqiya, il envoie par mer une armée vers la Sicile, espérant peut être finir l'invasion auquel il avait participé avec son père en 740. Mais trouvant l'île trop bien protégée, l'expédition se résuma à quelques raids effectués sur les côtes siciliennes précédant un retour vers l'Ifriqiya. [citation nécessaire]

## Les Relations avec les Califats

### Relation avec les Omeyyades
Abd al-Rahman tenta également de réparer ses relations avec Damas. Après maintes tractations, il parvint à obtenir sa confirmation dans ses fonctions par le Calife Omeyyade Marwan II. Il convient cependant de préciser que le Calife n'avait d'autre choix, toutes ses ressources étant engagées dans la lutte contre la Révolution Abbasside. [citation nécessaire]
L'année 750 voit les armées Omeyyades défaites par les Abbassides, et l'Égypte tomber aux mains de ces derniers. Le dernier Calife Omeyyade Marwan II est capturé et tué la même année.
Malgré l'allégeance morale d'Abd al-Rahman envers le nouveau Califat Abbasside, il accueille en grand nombre les membres du clan Omeyyade, traqués par les Abbassides, espérant nouer ainsi des alliances (souvent matrimoniales) avec ces princes au sang illustre. Son propre frère, Ilyas ibn Habib, se maria à une membre de la famille Omeyyade, dont deux de ses parents, al-‘Aciet et ‘Abd el-Mou’min (fils l’un et l’autre d’El-Welid ben Yezîd ben ‘Abd el-Melik) furent nommés à des postes élevés, dont l'un au poste de qadi de Kairouan.
Mais peu de temps après l'arrivée de ces réfugiés princiers, ceux-ci devinrent le centre des conspirations menées par les factions des familles arabes nobles de l'Ifriqiya. Craignant la concurrence de ces princes au sang illustre, Abd al-Rahman changea de comportement envers les Ommeyades.
En 755, découvrant ce qu'il croyait être un complot impliquant les deux princes Ommeyades, cousins de sa belle sœur, qu'il avait nommé à de hautes fonctions, il ordonna leur exécution. Il s'aliéna ainsi son frère et sa femme, le parti des familles arabes nobles de Kairouan et celui des Ommeyades.
De son côté, un des princes Omeyyades qui avait trouvé refuge en Ifriqiya, Abd al-Rahman ibn Mu'awiya ibn Hisham (un petit-fils du Calife Omeyyade Hisham) fui les persécutions organisées par Abd al-Rahman al-Fihri contre sa famille et se réfugie dans l'arrière pays Kabyle parmi les berbères Nafza (dont sa mère était issue). plus tard en 755, après la mort de Abd al-Rahman, ce prince arrivera en Andalousie où il déposera Yusuf ibn 'Abd al-Rahman (cousin d'Abd al-Rahman al-Fihri qu'il avait lui-même installé) et fondera ainsi l'émirat Omeyyade de Cordoue en 756.

### Relation avec les Abbassides
À la suite de la défaite des Omeyyade et de la prise de l'Égypte par les Abbassides en 750, et espérant voir le chaos dans l'est du monde musulman lui permettre de se tailler un État pleinement indépendant en Ifriqiya, Abd al-Rahman avait cherché tout d'abord un accord avec les Abbassides et avait accepté de se soumettre à leur autorité morale. Il a été ainsi successivement confirmé dans ses fonctions par les deux premiers califes abbassides.
Mais les exigences des Abbassides de voir Abd al-Rahman leur payer un tribut (ce qui reviendrait pour Abd al-Rahman à accepter une soumission totale de l'Ifriqiya au pouvoir temporel des Abbassides) le poussèrent bientôt à la révolte. en 755, Il ordonne que la prière du vendredi ne soit plus faite au nom des Califes Abbassides, et brûle publiquement en Chair la robe noire officielles des représentants locaux des Califes Abbassides.

## Mort

### Circonstances
Cet épisode bien que marquant son indépendance, fragilisa son pouvoir en Ifriqiya.
C'est dans ce contexte qu'Abd al-rahman ibn Habib perd le soutien d'un lever essentiel de son pouvoir : sa famille. En effet, les relations avec son frère  Iliyas Ibn Habib al-Fihri se sont distendues depuis l'exécution des princes Omeyyades parents de sa femme, qui le pousse à la vengeance. De plus, le manque d'honneurs auxquels il avait droit et la décision d'Abd al-Rahman ibn Habib de désigner son fils Habib (Wali de Cyrénaïque) successeur à l'Emirat d'Ifriqyia, le poussèrent à profiter de la fragilisation du pouvoir de son frère pour organiser son assassinat. Il sera principalement soutenu dans son entreprise par des familles nobles arabes de Kairouan, mais également par son frère, Abd el-Wârith ibn Habib, et son oncle, Muhammad ibn Abi Obeida al-Fihri.
Apprenant l'existence de ce complot, Abd al-Rahman ordonne à son frère Iliyas ibn Habib de s'éloigner et de se rendre à Tunis.
Prétextant alors venir dans ses quartiers personnels pour lui faire leurs adieux, Iliyas et son autre frère, Abd el-Wârith ibn Habib, poignardent Abd al-Rahman dans le dos pendant qu'il jouait avec ses enfants. Son gouvernement en Ifrîkiyya aura duré dix ans et sept mois. Les assassins firent alors fermer les portes du palais pour s’emparer du fils de Abd al-Rahman, Habib Ibn Abd al-Rahman, mais celui-ci put s’enfuir à Tunis auprès de son oncle paternel ‘Imrân ibn Habîb.

### Conséquences
Ilyas ibn Habib se fit proclamer nouvel Émir d'Ifriqiya prenant ainsi la place de son frère. Il se lança cependant immédiatement à la poursuite de son neveu et engagea les hostilités avec son frère Imrân ben H’abîb qui l'avait recueilli. Les hostilités ne durèrent cependant pas, un accord ayant été conclu le 15 juin 755, aux termes duquel Habîb garderait Gafça, Kastîliya et Nefzâwa, ‘Imrân régnerait à Tunis, à Çatfoûra et dans la péninsule (de Bâchoû), tandis qu’Ilyâs garderait le reste de l’Ifrîkiyya.
Le même jour Iliyas Ibn Habib rompt cependant l'accord et capture son frère, Imrân ibn Habib, avant de s’emparer de Tunis, mettant à mort plusieurs nobles arabes locaux.
Retourné à Kairouan, Iliyas ibn Habib fait porter au Calife Abbasside al-Mansour des promesses de soumission de manière à sécuriser sa prise de contrôle de l'Ifriqiya. Il revient également sur la décision de son frère selon laquelle la prière du vendredi ne serait plus faite au nom du Calife. En ce qui concerne sa famille, son frère, Imrân ibn Habib, est envoyé enchainé en Andalousie et remis à la garde de leurs cousin, Yusuf ibn 'Abd al-Rahman encore Emir d'Andalousie.
Mais alors que son neveu, Habib ibn Abd al-Rahman al-Fihri, se préparait à embarquer vers l'Andalousie, les partisans de son pères rassemblent une armée et le proclament Emir d'Ifriqiya. Son armée s'empare alors de Tunis dès l'année suivante.
Les armées de Ilyas ibn Habib et de son neveu se rencontrent finalement aux environs de Laribus vers décembre 755. Afin d'éviter la bataille, Habib ibn Abd al-Rahman al-Fihri provoque son oncle en duel. Pressé d'accepter par les commandants de son armée, Ilyas ibn Habib, est tué par son neveu. Habib ibn Abd al-Rahman al-Fihri est ainsi devenu le maître de l'Ifriqiya et rentre à Kairouan en exposant publiquement la tête de son oncle sur tout le trajet, en guise de trophée.
À l'annonce de la mort de Ilyas ibn Habib, ses partisans dont son frère Abd el-Wârith ibn Habib, et son oncle, Muhammad ibn Abi Obeida al-Fihri, fuient vers le sud, où ils trouvent refuge chez les berbères Warfajuma.
En 757, les berbères Warfajuma et leurs alliés Sufrites balayent le sud de la Tunisie et s'emparent de Kairouan, tuant Habib ibn Abd al-Rahman al-Fihri et mettant ainsi un terme à la domination de l'Ifriqiya par la famille Fihrid. 
Profitant de la situation, les Ibadites qu'Abd al-Rahman avait chassés de Tripoli sortirent de leur retraite. Ralliés par l'imam Abu al-Khattab al-Ma''afiri dans le Djebel Nafoussa, les Ibadites reprirent Tripoli et continuèrent leur course jusqu'à Kairouan qu'il reprirent aux Berbères en 758, établissent ainsi un imamat Kharidjite en Ifriqiya. [citation nécessaire]